# 謝惠
謝惠，福建清流縣人，明朝政治人物、進士出身。

## 生平
永樂二年，登進士，擔任分宜縣知縣。